# RSA-3-1
RSA-3-1 – pierwszy stopień (dopalacz) izraelskich rakiet nośnych Jerycho-2 i Shavit.